# 荒木良雄
荒木 良雄（あらき よしお、1890年9月5日 - 1969年9月29日）は、国文学者、神戸大学名誉教授。
京都府出身。京都府立第三中学校卒業。検定試験に合格し、1930年、姫路高等学校（旧制）教員。戦後、神戸大学教授、1954年、定年退官、甲南大学教授。1960年、「中世文学の形成と発展」で國學院大學文学博士。中世文学専門。

## 著書
- 宗祇 創元社 1941 創元選書
- 中世文学の形象と精神 昭森社 1942
- 解説太平記 日本出版社 1943
- 賀茂真淵の人と思想 厚生閣 1943
- 中世国文学論 生活社 1944
- 室町時代文学史 上巻 人文書院 1944
- 中世日本の庶民文学 新日本図書 1947
- 心敬 創元社 1948 創元選書
- 徒然草新釈 高文社 1950 新釈国文選書
- 源氏物語抄新釈 高文社 1951 新釈国文選書
- 枕草子新釈 高文社 1953 新釈国文選書
- 西鶴抄新釈 高文社 1954 新釈国文選書
- 中世文学の形成と発展 ミネルヴァ書房 1957
- 中世鎌倉室町文学事典 春秋社 1961 日本文学事典
- 播磨の文学 みるめ書房 1961
- 安土桃山時代文学史 角川書店 1969

## 共編著・校訂
- 芦田為助翁 丹州孝子 山口加米之助共著 京都府天田郡教育部会 1926
- 大山寺本曽我物語 校註 東京武蔵野書院 1941
- 狂言 茂山千之丞共著 創元社 1956 日本文学新書

## 参考
- 荒木良雄教授略歴・著作年譜「国文論叢」1954-11
- 日本人名大事典